# Атанас Кръстев (летец)
Вижте пояснителната страница за други личности с името Атанас Кръстев.
Подофицер (посмъртно произведен в офицер) Атанас Атанасов Кръстев е български летец-изтребител. Загива при боен полет по време на бомбардировките на София през Втората световна война.
Атанас Кръстев е роден на 19 юли 1920 г. в село Карамусал (сега Виноградец, б.а.). Завършва училище по архитектура или така наричаното тогава Столарско училище в с. Долна Баня. При отбиване на военната си служба постъпва във Въздушните войски, а оттам – в Пилотското училище, гр. Казанлък. Като пилот от 12-и подофицерски випуск постъпва на служба в 3-ти разузнавателен орляк, гр. Ямбол, където е определен за взводен командир в Школата за аеромонтьори. През септември 1943 г. подофицер Атанас Кръстев е изпратен в изтребителната школа, с. Долна Митрополия, след чието завършване в края на същата година е приведен на военна служба в 6-и изтребителен полк, гр. Карлово с командир полковник Васил Вълков, и зачислен към 2/6 изтребителен орляк с командир капитан Николай Бошнаков. От края на февруари 1944 подофицер Атанас Кръстев започва да изпълнява бойни задачи с френските изтребители „Девоатин-520“ и германските „Месершмит-109Г“.
На 17 април 1944, точно в 12,00 ч, от летище Враждебна излитат 18 самолета от 2/6 изтребителен орляк, водени от орлячния командир капитан Николай Бошнаков. Сред излетелите с два „Девоатин“-а са подпоручик Веселин Рачев-водач и подофицер Атанас Кръстев-воден, които са свалени и загиват в смъртоносна схватка с противниковите изтребители П-51 „Мустанг“. „Девоатин“-ът на подофицер Атанас Кръстев пада при с. Лесново, община Елин Пелин, Софийска област. Посмъртно подофицер Атанас Атанасов Кръстев е произведен в офицерско звание и е дарен с военно отличие „За храброст“-IV степен II клас. Погребан е в родното си село.

## Наследство
Жителите на с. Виноградец – негови съвременници – и сега живеят със спомена за него и неговата героична смърт. Не е така обаче с официалната власт. След 9 септември 1944 г. официалната власт беше „длъжна“ да забрави за своите герои от онова време, но това продължава и след 10 ноември 1989 г. Показателен е фактът, че в центъра на с. Виноградец беше поставена паметна плоча на загиналите във войните без името на летеца Атанас Атанасов Кръстев – носител на орден за храброст, чието име се произнася на тържествените проверки по националното радио и телевизия.
През 2017 г. по инициатива на кметство с. Виноградец е поставена възпоменателна плоча на мястото на родната къща на Атанас Кръстев, намираща се в парка на центъра на селото.